# Tsar B
Tsar B (pseudoniem van Justine Bourgeus, Gent, 18 januari 1994) is een Belgische muzikante, multi-instrumentaliste, componiste en singer-songwriter. Haar muziek staat bekend als genre-overstijgend. Ze is als dj actief onder de naam Star B.

## Biografie
Bourgeus werd op 18 januari 1994 geboren in Gent, waar ze ook opgroeide. Op 3-jarige leeftijd wilde ze viool leren spelen. In 2012 voegde ze zich bij de bezetting van School is Cool, waar ze violiste Nele Paelinck verving. Met de band nam ze het album Nature Fear op dat in 2014 werd uitgebracht. Ze heeft ook nog enkele bijdragen geleverd aan opvolger Good News dat in 2017 verscheen, hoewel ze in 2015 al besloot solo verder te gaan. Als Tsar B debuteerde ze op de Oscar and the Wolf-coversingle "Back to Black" van Amy Winehouse, die werd opgenomen voor de soundtrack van de misdaadfilm Black (2015).
In hetzelfde jaar bracht ze haar solo-debuutsingle "Escalate" uit. In de zomer van 2016 volgde een eerste (titelloze) ep die op vinyl werd uitgebracht. In 2017 kwam ze met de single "Golddigger". Begin 2018 verscheen "Rattlesnake" waarvoor de video in première ging bij Dazed & Confused. Haar debuutplaat The Games I Played kwam uit in oktober 2018. Na een tweede ep Unpaintable in 2020 en een door Salvador Dali geïnspireerde concertfilm Live at Les Diners de Gala in 2021 kwam twee jaar later haar tweede album To the Stars uit. Ze trad op tijdens onder andere Big Next Festival, The Great Escape en Pukkelpop.
In 2025 brachten 60 Belgische en Nederlandse artiesten het verzamelalbum Start Making Sense uit met live-uitvoeringen, zeldzame opnames en alternatieve versies van eerder uitgebracht werk. Ook Tsar B droeg bij aan het album waarvan de opbrengsten ten goede kwamen aan slachtoffers van de Gaza-oorlog.

## Composities
Haar muziek was te horen in verschillende seizoenen van So You Think You Can Dance in de Verenigde Staten en Griekenland. Choreograaf Alexander Chung werkte samen met Jade Chynowyth aan een dans op de muziek van Tsar B die anno 2017 10 miljoen maal was bekeken op YouTube. Chung bracht Tsar B's werk dermate onder de aandacht van het grote publiek dat dansvideo's met haar muziek viraal gingen. Daarnaast componeerde en produceerde ze soundtracks voor onder andere Godvergeten, Assisen, De 42 kinderen van de goeroe, Samuels Travels, Leef! en Season of Sex.

## Stijl
Tsar B maakt muziek die genre-overstijgend is. Haar debuutsingle "Escalate" werd omschreven als "donker gekleurde r&b" met de sound van Banks, Beyoncé en FKA twigs. Haar tweede album To the Stars bevat "een mix van pop, clubmuziek en klassieke muziek."
Naast haar activiteiten als Tsar B maakt Bourgeus ook techno. Dit doet zij onder het pseudoniem Star B.

## Privéleven
Tsar B heeft een relatie met theatermaker Bastiaan Vandendriessche.

## Discografie
Studioalbums & ep's
- Tsar B (ep), 2016
- The Games I Played, 2018
- Unpaintable (ep), 2020
- To the Stars, 2023

## Hitnoteringen
| Album              | Verschijnen | Label        | Hitlijsten | Hitlijsten |
| Album              | Verschijnen | Label        | BE (VL)    | BE (VL)    |
| Album              | Verschijnen | Label        | Piek       | Weken      |
| ------------------ | ----------- | ------------ | ---------- | ---------- |
| The Games I Played | 2018        | eigen beheer | 104        | 1          |
| To the Stars       | 2023        | eigen beheer | 179        | 1          |

| Lied          | Verschijnen | Album | Hitlijsten | Hitlijsten | Hitlijsten | Hitlijsten | Opmerkingen                     |
| Lied          | Verschijnen | Album | BE (VL)    | BE (VL)    | BE (WA)    | BE (WA)    | Opmerkingen                     |
| Lied          | Verschijnen | Album | Piek       | Weken      | Piek       | Weken      | Opmerkingen                     |
| ------------- | ----------- | ----- | ---------- | ---------- | ---------- | ---------- | ------------------------------- |
| Back to Black | 2015        | Black | 3          | 14         | 10         | 7          | Oscar and the Wolf feat. Tsar B |

- MusicBrainz: 99784cfb-8e18-43f0-97b0-de5a2d2a20d6